# Tychus niger
Tychus niger är en skalbaggsart som först beskrevs av Gustaf von Paykull 1800.  Tychus niger ingår i släktet Tychus, och familjen kortvingar. Arten är reproducerande i Sverige.